# Eden of the East
Autre
Eden of the East (東のエデン, Higashi no Eden, litt. « L'Éden  de l'Est ») est une série d'animation japonaise de 11 épisodes, crée, écrite et réalisée par Kenji Kamiyama. Elle a été diffusée sur le créneau horaire noitaminA de Fuji TV d'avril à juin 2009. La conception des personnages a été faite par Umino Chika ainsi que par Satoko Morikawa et l'animation par Production I.G. Il s'agit de la première série d'animation originale diffusée sur noitaminA.
Une compilation entière de la série d'animation, Eden of the East Compilation: Air Communication, a eu une sortie limitée en salle le 26 septembre 2009. Deux films sont sortis en salles, faisant office de suite de l'anime : Eden of the East: The King of Eden, se passant 6 mois après les événements de l'anime, est sorti le 28 novembre 2009 au Japon, et Eden of the East: Paradise Lost, qui a lieu quelques heures après The King of Eden, est sorti le 13 mars 2010.
En France, l'anime est édité par Kazé, et a été diffusé sur la chaîne Nolife en vost pendant les vacances de Noël 2011.

## Synopsis
Le lundi 22 novembre 2010, dix missiles frappent le Japon. Malgré cet acte terroriste sans précédent, il n'y a aucune victime. Peu à peu, l'oubli s'installe... Trois mois plus tard, le dimanche 13 février 2011, Saki Morimi, une jeune femme partie aux États-Unis pour son voyage de fin d'études, fait face à la Maison Blanche ; elle y rencontre Akira Takizawa, un homme pour le moins mystérieux : il a perdu sa mémoire et est complètement nu lors de leur rencontre avec une arme à feu dans une main, un téléphone dans l'autre. Ce téléphone lui permet de disposer de 8,2 milliards de yens par l'intermédiaire d'une certaine Juiz...

## Anime

### Fiche technique
- Réalisation : Kenji Kamiyama
- Character design : Umino Chika, Satoko Morikawa
- Studio d'animation : Production I.G
- Musique : Kenji Kawai
- Licencié par :
  -  Japon : Production I.G
  -  France : Kazé
- Nombre d'épisodes : 
  - Au Japon : 11
  - En France : 11
- Durée : 25 minutes
- Date de première diffusion :
  -  Japon : depuis le 9 avril 2009 sur Fuji TV
  -  France : depuis le 20 décembre 2011 sur Nolife

### Doublage
- Rémi Caillebot : Akira Takizawa
- Maëlys Ricordeau : Saki Morimi
- Emmanuel Lemire : Daiju Mononobe
- Aurélie Turley : Mikuru 'Micchon' Katsuhara
- Benoit Marchand : Kazuomi Hirasawa
- Christophe Giordano : Haruo Kasuga
- Alexis Perret : Satoshi Ôsugi

Source.

### Musique
Générique d'introduction
Falling Down
- Interprétation: Oasis

Générique de fin
Futuristic Imagination
- Interprétation: School Food Punishment

### Liste des épisodes
| No | Titre français                       | Titre japonais                       | Titre japonais                               | Date de 1re diffusion |
| No | Titre français                       | Kanji                                | Rōmaji                                       | Date de 1re diffusion |
| --- | ------------------------------------ | ------------------------------------ | -------------------------------------------- | --------------------- |
| 01 | Comment j'ai recueilli mon prince    | 王子様を拾ったよ                     | Ouji-sama o hirotta yo                       | 9 avril 2009          |
| Saki Morimo est une jeune diplômée qui visite Washington D.C. En tentant de lancer une pièce dans la fontaine de la Maison Blanche pour porter chance, elle se fait remarquer par la police mais se fait tirer d’affaire par un mystérieux homme amnésique apparu nu devant la Maison Blanche avec seulement un pistolet dans une main et un téléphone portable dans l’autre. Pour le remercier, Saki lui donne son manteau, mais se rendant compte qu’elle avait laissé son passeport dedans, elle part retrouver l’inconnu. Après avoir utilisé son téléphone et parlé à une certaine Juiz qui dit être sa concierge, l’homme se rend à ce qui semble être son appartement, pendant que Saki le suit. Là il trouve des armes et des faux passeports. Il décide d’endosser l’identité d’Akira Takizawa et brûle les autres passeports pendant qu’au téléphone Juiz lui explique qu’il s’est effacé la mémoire. Après que Saki l’ait retrouvé, il décide de retourner au Japon avec elle. En attendant leur avion, ils voient passer sur un écran une nouvelle concernant une attaque de missile à Tokyo. |                                      |                                      |                                              |                       |
| 02 | Un lundi morose                      | 憂鬱な月曜日                         | Yuuutsu na getsuyoubi                        | 16 avril 2009         |
| En arrivant à Tokyo, Takizawa admets à Saki qu’il n’a pas de souvenirs d’avant leur rencontre à Washington D.C. Saki décide de l’accompagner pour retrouver l’adresse mentionnée sur son passeport tandis que Juiz l’informe qu’il doit dépenser les 8.2 milliards de Yen qui se trouvent sur son téléphone. Ils tombent sur Yūsei Kondō, un détective et Seleção, qui aborde Takizawa, après l’avoir traqué grâce aux transactions qu’il a faites avec son téléphone et qui s’affichent chez les autres participants du jeu, pour lui poser des questions sur le jeu et sur son téléphone mais Takizawa ne se souvient de rien. |                                      |                                      |                                              |                       |
| 03 | La dernière séance                   | レイトショーの夜に                   | Reitoshou no yoru ni                         | 23 avril 2009         |
| Saki et Takizawa arrivent au domicile de ce dernier, dont l’adresse était indiquée sur son passeport et qui se trouve être un centre commercial abandonné. Saki regarde un film dans le cinéma du centre tandis que Takizawa se fait battre dans la salle de projection par Kondō qui les as suivis jusqu’au centre, et qui profite de s’emparer du téléphone de Takizawa. Mais Juiz informe Kondō qu’il faut l’empreinte digitale du propriétaire pour déverrouiller le téléphone. Kondō reçoit un appel de Takizawa pour lui révéler qu’il a son badge et ils décident donc de se retrouver dans le district de Kabuki. Mais Kondō se fait poignarder par sa femme avant l’arrivée de Takizawa car elle a découvert qu’il la trompait et comptait partir avec sa maîtresse. Quand Takizawa le rejoint, Kondō lui dit de retrouver les autres participants du jeu, les Seleçãos, et de se montrer méfiant envers l’organisation. En plus des deux hommes, il y a dix autres participants avec chacun 8.2 milliards de Yen à dépenser, mais qu’ils seront éliminés si leur compte atteint le zéro. Avant de pousser son dernier souffle, Kondō est convaincu que sa mort a été arrangée par Seleção en divulguant les détails de sa liaison à sa femme. |                                      |                                      |                                              |                       |
| 04 | Réalité et fiction                   | リアルな現実 虚構の現実              | Riaru na genjitsu kyokou no genjitsu         | 30 avril 2009         |
| Suivant les conseils de Kondō, Takizawa traque les autres Seleçãos. Il finit par trouver le Seleção No. 5, Hajime Hiura, un neurochirurgien affluent mais à la retraite. Il suspecte Takizawa d’être le Supporter, un Seleção chargé de surveiller les autres participants et de les punir s’ils enfreignent les règles. Après avoir été assuré du contraire, il parle à Takizawa de Seleção. Il lui révèle qu’il s’agit d’une organisation dirigée par Mr. Outside, un individu énigmatique qui a choisi 12 personnes et leur a donné à chacun 8.2 milliards de Yen à la condition que cet argent soit utilisé pour sauver le Japon. Si le participant refuse, dépense tout son argent ou agit d’une façon inappropriée pour un « messie », il se fait éliminer par le Supporter. Peu après le départ de Takizawa, Hiura se fait tuer par le Supporter car il ne lui restait plus d’argent après l’avoir dépensé pour créer le remède à toutes les maladies. Même s’il n’a pas sauvé le Japon, il a accompli sa propre mission. |                                      |                                      |                                              |                       |
| 05 | C'est pas le moment de penser à ça ! | 今そんなこと考えてる場合じゃないのに | Ima sonnakoto kangae teru baai janainoni     | 7 mai 2009            |
| Tandis que Takizawa contemple le pouvoir qu’il a en tant que participant, il se fait aborder par un inconnu qui le connaissait avant qu’il n’efface sa mémoire. Il est impliqué qu’il est un des NEETs qui a disparu car il est fâché contre Takizawa après que celui-ci l’ait abandonné lui est ses compagnons à Dubai. Néanmoins il le remercie car cette expérience lui a permis de réintégrer la société. Tandis que Takizawa tente de localiser Saki après s’être rendu compte qu’il l’avait oubliée, ses activités le font se faire remarquer par les Seleçãos No. 1 et No. 11. Pendant ce temps, Saki se prépare à un entretien d’embauche après être retournée chez elle mais elle se fait rejeter et humilier. Elle retrouve Takizawa l’attendant hors du bâtiment et se joint à lui, se plaignant que les adultes ne se soucient pas de la jeune génération. Takizawa embrasse Saki et la rassure en disant qu’il va l’aider. Au même moment, Ōsugi noie son chagrin dans l’alcool après avoir vu Saki partir à moto avec Takizawa alors qu’ils étaient censés aller au restaurant ensemble. Alors qu’il quitte le restaurant complètement ivre, la Seleção No. 11 croise son chemin. |                                      |                                      |                                              |                       |
| 06 | L'Eden de l'Est                      | 東のエデン                           | Higashi no Eden                              | 14 mai 2009           |
| Saki retrouve ses amis de l’Eden de l’Est, un club de recyclage universitaire et leur parle de Takizawa. Il éveille l’intérêt des membres, mais se montrant encore méfiants, ils décident d’aller lui rendre visite. Takizawa les accueille et leur révèle qu’il a découvert la spécialité de leur club. Ils ont développé un programme révolutionnaire de reconnaissance d’images qui était initialement utilisé pour trouver des utilisations à de vieux objets et déchets, mais le moteur de recherche a rencontré beaucoup de succès, notamment auprès des étudiants, par sa capacité à fonctionner sur mobile, qui l’ont ensuite utilisé comme site de rencontre avant qu’une fille n’abandonne l’université et que cette dernière ne lance une enquête, ce qui ralentit le développement du site. Takizawa propose de les aider avec leur projet en échange de leur aide pour accomplir sa mission en tant que Seleção. Saki décide de rester dans le club grâce aux encouragements et soutien de Takizawa. Pendant ce temps, Hirasawa, le chef d’Eden de l’Est, reçoit un appel de Kasuga, qui était chargé de retrouver Ōsugi, ayant été celui présent lorsque ce dernier s’enivrait au restaurant. Kasuga l’informe qu’Ōsugi aurait potentiellement pu être kidnappé par la « Chasseuse de Johnny », une tueuse en série qui chasse des agresseurs sexuels et qui aurait présumément autour des 20000 victimes d’après des histoires circulant sur internet. |                                      |                                      |                                              |                       |
| 07 | La danse du cygne noir               | ブラックスワン舞う                   | Burakku suwan mau                            | 21 mai 2009           |
| Les membres de l’Eden de l’Est tombent sur les photos que Ōsugi a posté sur un forum pour appeler à l’aide et Takizawa décide d’utiliser son téléphone pour le retrouver. Juiz arrive à le localiser à l’Hôtel Insomnia, là où il était détenu après avoir été kidnappé par la Chasseuse. La Chasseuse se trouve être Kuroha Diana Shiratori, la présidente d’une agence de mannequinat et la Seleção No. 11. Juiz aide les deux participants à contrer les tentatives de l’autre pour l’empêcher d’atteindre la chambre d’hôtel, mais les deux finissent par se retrouver dans la même chambre. Kuroha explique qu’elle coupe les « Johnnies » des hommes avec un coupe-cigare et les tue pour se venger. Takizawa la confronte et lui propose de lui montrer l’amour qu’elle n’avait reçu d’aucun homme, mais il s’évanouit à cause des blessures qu’il a subi en tentant d’atteindre l’hôtel. Peu de temps après, Saki, ayant suivi Takizawa jusqu’à l’hôtel, tombe sur Kuroha soignant les blessures de ce dernier. Elle révèle que son prisonnier n’est en réalité pas Ōsugi mais un violeur recherché et se demande comment Saki a pu les confondre. Elle finit par s’échapper en s’envolant. |                                      |                                      |                                              |                       |
| 08 | Trajet en sens inverse               | あらかじめ失われた道程をさがして     | Arakajime ushinawareta michinori o sagashite | 28 mai 2009           |
| Takizawa se réveille en voyant Saki en train de soigner ses blessures et apprend que Kuroha a disparu. Après cela, Ōsugi retournes à l’Eden de l’Est et apprend au club qu’il a été invité à une soirée pour boire et qu’il s’est fait voler son sac ce soir-là, d’où le malentendu. Avant de repartir, il exprime son mécontentement face à leur association avec Takizawa. Voyant Saki avec Takizawa, il tente de découvrir son identité en utilisant le moteur de recherche d’Eden mais la reconnaissance par image ne donne rien. Takizawa ayant demandé au club d’Eden de réparer son téléphone (qui est en réalité celui qui appartenait à Kondō), Hirasawa lui suggère d’aller voir Yutaka Itazu, surnommé Pantsu, un prodige en informatique, et demande à Saki et Micchon de l’accompagner pour garder un œil sur lui. Pantsu se fait appeler ainsi car il n’a plus quitté son domicile depuis le jour où il n’avait plus de pantalons, il y a deux ans de cela. Pendant que Saki et Micchon vont au magasin pour lui acheter un nouveau pantalon, Takizawa en profite pour lui parler de Seleção et parvient à convaincre le reclus à le laisser rentrer dans sa chambre. Au même moment, Ōsugi vérifies l’image de Takizawa qu’il a posté pour l’identifier, mais les réponses qu’il reçoit sont tous des noms différents. Concluant que Takizawa est probablement un criminel, il appelle en panique Hirasawa pour prévenir Eden. |                                      |                                      |                                              |                       |
| 09 | Il ne sait plus mettre un pantalon   | ハカナ過ギタ男                       | Hakanasugita otoko                           | 4 juin 2009           |
| Pantsu parvient à récupérer l’historique complet des transactions du téléphone de Kondō et découvres que les Seleçãos ont bel et bien causé le Lundi Funeste et l’évacuation préventives des zones qui ont été touchées pour éviter les victimes. Takizawa serait également responsable de la disparition des 20000 NEETs. Takizawa fait promettre à Pantsu de ne rien dire à Saki et à Micchon, et lui laisse le téléphone dans l’espoir de le faire réparer. Avant qu’ils ne partent, Saki pose des questions à Pantsu au sujet du téléphone, mais celui-ci la prévient qu’elle ferait mieux de ne pas savoir. Pendant ce temps, Daiju Mononobe, Seleção No. 1 et ancien bureaucrate voulant prendre le rôle de Mr Outside, ainsi que Ryō Yūki, le Seleção No. 10, suivent Takizawa jusqu’à Kyoto pour voir ce qu’il manigance. Pantsu découvre que le Seleção No. 10 était responsable du lancement des missiles lors du Lundi Funeste et que c’est Takizawa qui a arrangé l’évacuation, faisant de lui un héros. Il découvres ensuite un fait choquant qui le fait se précipiter dehors pour avertir Takizawa, mais il se fait écraser par Mononobe qui en profite pour détruire le téléphone de Kondō avant d’appeler Takizawa. A Tokyo, l’équipe d’Eden retrouve Ōsugi au centre commercial de Takizawa. Là ils découvrent la zone où étaient détenus les 20000 NEETs ainsi que l’inscription sur le mur proclamant « Je vais te détruire, Tkizawa Akira ! » |                                      |                                      |                                              |                       |
| 10 | Qui a tué Akira Takizawa ?           | 誰が滝沢朗を殺したか                 | Dare ga Takizawa Akira o koroshita ka        | 11 juin 2009          |
| Saki et Micchon montent dans le train pour rentrer à la maison mais Takizawa ne le fait pas, ayant été abordé par Mononobe qui propose de révéler la vérité sur lui-même et sur le jeu. Takizawa reçoit alors un appel de Saki qui lui révèle qu’elle a entendu sa discussion avec Kuroha. Takizawa lui demande de rester en ligne pour écouter sa conversation avec Mononobe. Au même moment, Eden enquête sur le centre commercial et reçoit grande quantité d’informations et de données de la part de Pantsu. Takizawa et Mononobe discutent des NEETs disparus et Mononobe lui confie l’identité de la personne qu’il soupçonne d’être Mr Outside. Il s’agirait d’un dénommé Saizō Atō, président de la compagnie ATO. Cet homme était une grande figure politique du Japon d’après-guerre et a aidé à la reconstruction du pays. Il serait probablement mort d’un cancer mais le jeu continuerait malgré tout grâce au Supporter. Mononobe dit à Takizawa qu’il compte devenir Mr Outside et s’emparer de Juiz alors que les deux arrivent dans un centre de recherche géré par l’institut ATO. Pendant ce temps, Eden découvre les données envoyées par Pantsu et qui contiennent les journaux de dépenses des Seleçãos. En regardant dehors, ils voient arriver un bateau plein de gens nus qu’ils soupçonnent être les NEETs disparus, puis fuient face à leur rage. Mononobe, aidé de Yūki et Tsuji, le Seleção No. 2, compte lancer plus de missiles et dit à Takizwa de ne plus se mettre au travers de leur chemin tandis qu’ils lui révèlent pourquoi il a effacé sa mémoire : il était désespéré d’avoir été trahi par les gens qu’il avait voulu aider. A ce moment-là, une femme arrive pour les prévenir les trois participants qu’il n'y aura pas de vainqueur ce soir. Mononobe vérifies son téléphone et voit que Juiz, en réalité un superordinateur, a été déplacée vers un autre lieu détenu secret. Il dit que le Seleção No. 12 est le Supporter, et peut-être même Mr Outside. Takizawa prend ensuite le train pendant que de son côté, Saki est attristée d’avoir trahi Takizawa en ayant espéré qu’un événement d’encore plus grande ampleur que le Lundi Funeste ait lieu. |                                      |                                      |                                              |                       |
| 11 | Toujours plus loin à l'Est           | さらにつづく東                       | Sara ni tsuzuku higashi                      | 18 juin 2009          |
| Saki et Micchon retournent au centre commercial, qui entre-temps a été envahi par les 20000 NEETs. Saki explique à Eden que Takizawa a engagé les NEETs afin d’aider à évacuer les zones qui allaient être touchées par les missiles du Lundi Funeste en les déguisant en employés du gouvernement. Mais pour couvrir son implication, Takizawa dut prendre la responsabilité des événements du Lundi Funeste et envoya les NEETs à Dubai pour trois mois pour les éloigner du regard public pendant que l’affaire se tasse. Il effaça ensuite sa mémoire par culpabilité et désespoir. En analysant les données à leur disposition, Eden se rend compte que les missiles visent tout le territoire japonais, dont même un qui cible le centre commercial lui-même. Takizawa contacte alors tous les NEETs, leur annonçant qu’il a programmé une encore plus grande attaque de missiles et leur demande de trouver le meilleur moyen de les arrêter, puis de le publier sur Eden. Utilisant les connaissances combinées des NEETs, Juiz met en place un réseau d’avions de chasse F-15 et de lance-missiles Patriot pour intercepter les missiles. Tout le monde assiste ensuite à la destruction des missiles. Sachant que cet événement sera beaucoup plus difficile à couvrir que le Lundi Funeste, Takizawa demande à Juiz d’utiliser le restant de son argent pour le proclamer « Roi du Japon ». Son raisonnement est qu’il y a beaucoup de gens intelligents au Japon mais qu’aucun ne veut assumer la responsabilité de leader, et qu’il revient donc à lui de le faire. Afin de devenir roi, Takizawa utilises son téléphone pour effacer sa mémoire puis le glisse dans la poche de Saki. L’anime se termine avec Saki se demandant ce qu’il adviendra du Japon maintenant que Takizawa est roi. |                                      |                                      |                                              |                       |

## Suites
Il existe deux films qui font suite à la série : Eden of the East: The King of Eden et Eden of the East: Paradise Lost.

### The King of Eden
Six mois après la fin des événements de la série, Saki part à la recherche de Takizawa qui a disparu. Juiz envoie à Saki un message qui a été enregistré par Takizawa avant qu’il n’efface une fois de plus sa mémoire avant de disparaitre. Dans celui-ci, il demande à Saki de le retrouver à leur « endroit spécial ». Après l’attaque des missiles, Eden est devenu une entreprise florissante et Takizawa un héros populaire nommé le « Roi de l’Air » pendant que le Seleção JIntaro Tsuji essaie de faire de lui un martyre ou un terroriste. L’Eden découvre que le nom de famille de Takizawa a été changé en Iinuma, le même nom de famille que celui du Premier Ministre japonais récemment décédé. Jintaru Tsuji fait ainsi courir des rumeurs que Takizawa est le fils illégitime de IInuma.
Saki se rend à Ground Zero lorsqu’elle comprend que le message de Takizawa pourrait faire référence au site du World Trade Center. Elle découvre qu’une arme à feu a été introduite dans ses bagages pendant que le chauffeur de taxi s’enfuit avec le téléphone de Takizawa à l’arrière. Saki parvient à retrouver Takizawa mais celui-ci ne la reconnait pas. Ensemble ils récupèrent le sac à main de Saki et le téléphone de Takizawa du chauffeur de taxi. Takizawa finit par reprendre son ancienne identité. Pendant ce temps, Eden, qui a accès aux bases de données de Seleção, apprend que Yūki Ryō a détruit son téléphone pour semer Mononobe et que le Dr. Hiura est vivant mais que ses souvenirs ont été effacés par Le Supporter. Ils découvrent par la suite que Mononobe a réussi à pirater leur système, ce qui les contraint à fermer le moteur de recherche Eden.
Dans l’espoir de découvrir ce qui est arrivé à sa mère, Takizawa se rend avec Saki à un carrousel. Ils y trouvent une bague dorée laissée par sa mère. Là ils se font attaquer par les hommes de Iinuma et Naomoto Taishi, un réalisateur et participant de Seleção, mais ce dernier se fait arrêter. Après cela, Kuroha informe Takizawa que ce dernier doit retourner au Japon afin de contredire les rumeurs faisant de lui le fils illégitime de Iinuma. Mononobe se met à cibler avec des missiles les camions contenant les superordinateurs Juiz. Il parvient à détruire ceux du Supporter et de Tsuji pendant que Kuroha sacrifie le sien pour que Takizawa reste dans le jeu. Elle repart alors que Saki et Takizawa s’envolent pour le Japon.

### Paradise Lost
Saki et Takizawa arrivent au Japon et se font escorter par les hommes de Iinuma, l’ex Premier Ministre japonais, et rencontrent Chigusa, la veuve de Iinuma. Celle-ci prendre des mèches de cheveux de Takizawa afin de faire un test ADN et souhaite le garder sous sa garde jusqu’ à son audience pour ses complots terroristes. Mais Takizawa parvient à s’échapper grâce à un des 20000 NEETs qui échange sa place avec lui. Après cela, Eden informe Takizawa de la situation avec les camions contenant Juiz. Pendant ce temps, Takizawa se retrouvant séparé de Saki, il lui demande de retrouver sa mère en identifiant son chien de compagnie grâce à Eden.
Saki et Ōsugi Satoshi traquent Aya, la mère de Takizawa, qui travaille dans un bar. Elle ne confirme ni ne dénie l’identité du père de Takizawa, mais admet avoir eu une aventure avec Iinuma pendant qu’elle vivait à New York. Aya fuit lorsque Mononobe envoie la police pour l’interroger. Takizawa traque son camion Juiz et retrouve Micchon et Sis qui détournent le camion de Mononobe. Hirasawa Kazuomi, le chef d’Eden, rencontre Atō Saizō et découvre qu’il est vivant, travaille en tant que chauffeur de taxi et est le Supporter.
Takizawa atteint avec Eden la maison d’Iinuma. Là, Mononobe retrouve Takizawa et lui demande de se retirer du jeu afin qu’il puisse gagner et prendre le contrôle du gouvernement. Takizawa accepte, à condition que Mononobe devienne le Premier Ministre, ce qu’il refuse de faire. Pour la dernière partie de son plan, Takizawa envoie un message simultané à tous les téléphones du japon afin d’annoncer son dernier acte terroriste. Il demande à la population vieillissante de coopérer avec la jeune génération pour faire du Japon un pays meilleur, ou ils souffriront en la conséquence la perte de toute la jeune population active du Japon. Pour prouver ses propos, il envoie un yen sur tous les téléphones.
Atō, impressionné, met fin au jeu et déclare tous les participants vainqueurs. En guise de cadeau d’adieu, il efface les souvenirs que les Seleção ont du jeu. Takizawa est le seul qui n’est pas affecté. Mononobe part, mais tombe sur Yūki en chemin. Ce dernier, n’étant pas au courant des derniers développements, tente de tuer Mononobe pour avoir osé l’abandonner. Mononobe ne se souvenant pas de lui et choqué de ce qui arrive, l’écrase avec sa voiture. Takizawa vérifie le test ADN et apprend qu’il n’a pas de lien de parenté avec Iinuma. Takizawa part après avoir embrassé Saki et lui promettant de revenir. Mais même 6 mois après ces événements, Takiwzawa n’est toujours pas revenu.
De leur côté, Eden a dû cesser leur activité un moment afin de soutenir les NEETs. Dans l’épilogue, Takizawa retrouve Atō dans un taxi et ils partent en discutant de leurs futurs projets.

## Production
La série a été annoncée dans la 23ème édition de 2008 du Hakusensha's Young Animal manga magazine, révélant le rôle de Kamiyama en tant que créateur, réalisateur et scénariste et celui de Umino Chika en tant que concepteur de personnages. De plus, il a été annoncé qu’une suite de l’anime, composée de deux films en salles, était prévue et que les films seraient projetés en avant-première respectivement le 28 novembre 2009 et en mars 2010, après que la diffusion de l’anime soit terminée. En mars 2009, il a également été annoncé que l’anime serait visionnable en avant-première sur noitaminA le 9 avril 2009. Le 19 mars 2009, le site officiel de l’anime a été relancé avec une bande-annonce, annonçant les titres de l’opening et de l’ending. 
La diffusion des 11 épisodes l’anime commença le 9 avril 2009. Le 26 septembre 2009, le studio sortit Eden of the East Compilation: Air Communication, un film retraçant les événements de l’anime. Originellement, le studio prévoyait de faire une deuxième saison mais décida que deux films seraient un meilleur moyen de continuer l’histoire. Les films sortirent en salle le 28 novembre 2009 et le 13 mars 2010.

## Réception
La sortie en DVD de la série débuta le 29 juillet 2009 et atteignit la 23ème place des classements vidéo Oricon avec 4 394 exemplaires vendus pour la semaine du 27 juillet au 2 août 2009. La version Blu-ray est également sortie à la même date et a fait ses débuts à la 7e place des classements SoundScan Japan Blu-ray Disc. L’anime a remporté de nombreux prix depuis sa sortie, y compris le TV Feature Award au festival Animation Kobe 2009 et le prix de la meilleure série télévisée de l'année à la 9ème Tokyo International Anime Fair, qui a lieu tous les ans. 
L’anime reçut des notes élevées dans le Anime News Network Spring 2009 Preview Guide pour son premier épisode. Les critiques Theron Martin, Carlo Santos et Casey Brienza ont chacun donné au premier épisode une note de 4,5 sur 5 tandis que Carl Kimlinger lui a donné une note de 5 sur 5. 
Dans sa critique, Martin écrivit que "ce n’est pas votre série d’animation habituelle. Si vous êtes à la recherche de la sortie la plus inusuelle de la nouvelle saison, quelque chose qui se distingue bien de toutes les adaptations de jeux, des séries d’action shonen et des romances mignonnes, celui-ci est le bon." De plus, il fit l’éloge des aspects artistiques de "l'art de fond exceptionnel, des conceptions de personnages attrayantes, des personnages principaux très sympathiques et d'une fin unique". Il a conclu que "celui-ci fait tout ce qu'il peut pour attirer les téléspectateurs avec son premier épisode et les faire vouloir continuer à regarder, et beaucoup le feront."
Santos commenta que "il n'y a qu'une seule raison pour laquelle cet épisode n'est pas parfait : ce n’est qu’à la fin que l'histoire décolle vraiment", mais a également souligné "l'animation lisse et expressive".
Brienza commença sa critique en disant "Eh bien, que diable ; autant être franche dès le départ: j'ai adoré", mais a critiqué "l'intrigue piratée" et a affirmé qu'elle "est tirée tout droit d’un roman de Robert Ludlum". Ses éloges portaient sur "les détails scrupuleux et réalistes du cadre de Washington D.C." et "l'innocence douce et fantaisiste" des "dessins de personnages de Chika Umino", ainsi que "l'humour scatologique... et les tendres espoirs de l'héroïne qui me rappelle beaucoup Hayao Miyazaki."
Kimlinger, tout en admettant "je ne suis pas fan de Kenji Kamiyama", a déclaré que l'épisode était "un début étrange et charmant pour une série étrange et charmante". Il a écrit que "les premières minutes d'Eden sont quelques-unes des plus drôles de mémoire récente", et a commenté que "les deux protagonistes ont un excès évident de sympathie, et Kamiyama fait preuve d'une maîtrise de l'humanisme souriant qui aurait été impensable plus tôt dans sa carrière". Comme Brienza, il a souligné que "la dette qu'Eden doit à The Bourne Identity est considérable", mais conclut que "le résultat est, en un mot, superbe".
Ecrivant pour le Los Angeles Times, Charles Solomon classa l’anime comme le 4ème meilleur anime de son " Top 10 ". 